# Lutte dans la boue
 (novembre 2008).
Si vous disposez d'ouvrages ou d'articles de référence ou si vous connaissez des sites web de qualité traitant du thème abordé ici, merci de compléter l'article en donnant les références utiles à sa vérifiabilité et en les liant à la section « Notes et références ».

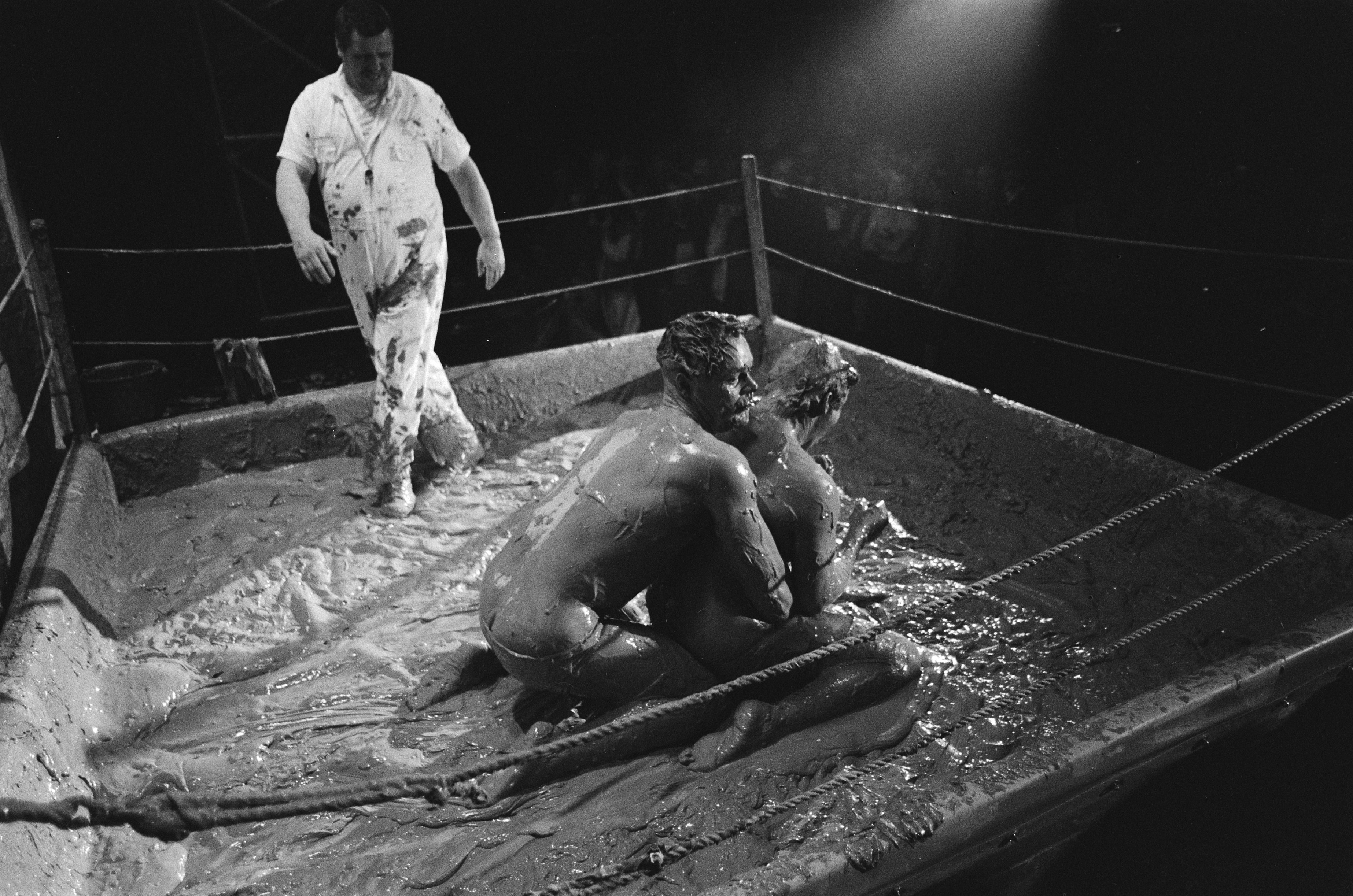
Combats de bain de boue dans la discothèque d'Amsterdam Flora Palace pour le championnat d'Europe 1982

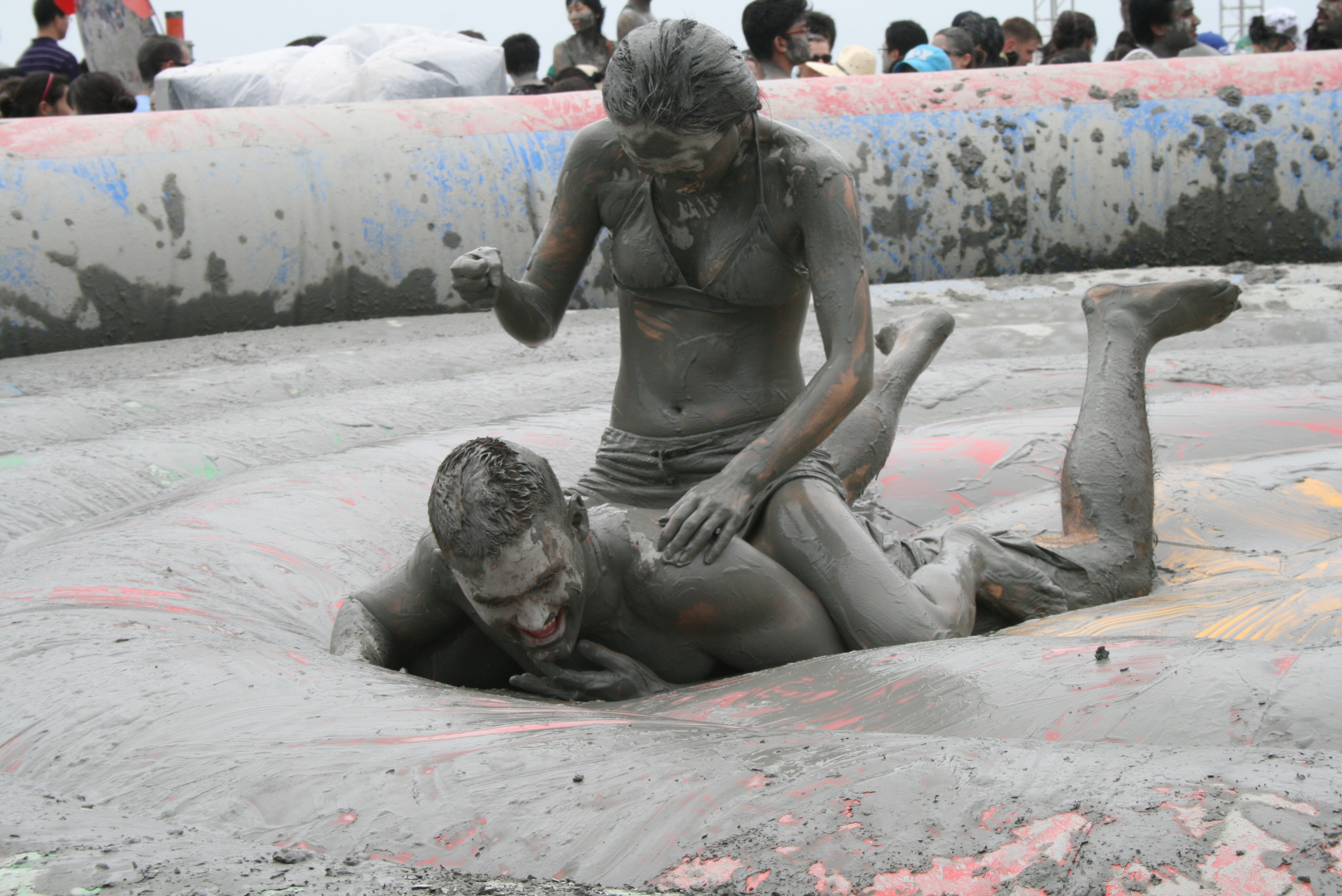
Un homme et une femme luttant dans la boue à « Mud Fest 2008 ».

La lutte dans la boue est une forme de lutte inventée dans les années 1930 en Californie[réf. nécessaire] et qui se déroule dans la boue (anneau de lutte ou fosse remplie de boue).
Il semblerait que ses origines soient le pancrace et la lutte indienne[réf. nécessaire].

## Un spectacle érotique déguisé en compétition sportive
La lutte dans la boue est le plus souvent exécutée de façon semi-compétitive. Quoique présentée comme compétition, on ne la considère pas comme une véritable lutte entre des participants dont l'un sera gagnant et l'autre perdant. Même si les combats sont présentés comme sportifs et réels, l'important est moins de gagner que de s'amuser et de faire plaisir aux spectateurs. L'accent est beaucoup plus mis sur le caractère divertissant du spectacle que sur le combat en lui-même.
La forme populaire moderne précise que les participants luttent en portant un minimum de vêtements.
Elle oppose généralement des jeunes femmes vêtues seulement d'un bikini et tient alors plus du spectacle érotique que du sport proprement dit.
La lutte dans la boue (ou mud wrestling) est particulièrement pratiquée en Amérique du Nord, en Extrême-Orient et en Europe de l'Est. Les combats se déroulent souvent lors de fêtes extérieures, en pleine nature, avec autant de spectateurs masculins que féminins.

## Historique
Un organisateur de spectacles de lutte de Houston, Paul Boesch est généralement considéré comme l'inventeur de la lutte dans la boue. Il avait eu l'idée d'organiser un combat de « lutte traditionnelle indienne sur sable » entre Gus Sonnenberg et Harnam Singh à Seattle, Washington mais, par accident, il utilisa  trop d'eau et le sable devint de la boue.
La lutte dans la boue devint populaire aux États-Unis dans les années 1980 et se répandit ensuite dans le monde entier.
Pratiquée à l'origine dans des bars et des boîtes de nuit, la lutte dans la boue est souvent organisée aujourd'hui comme divertissement dans le cadre de manifestations au profit d'œuvres de charité.

## Organisation

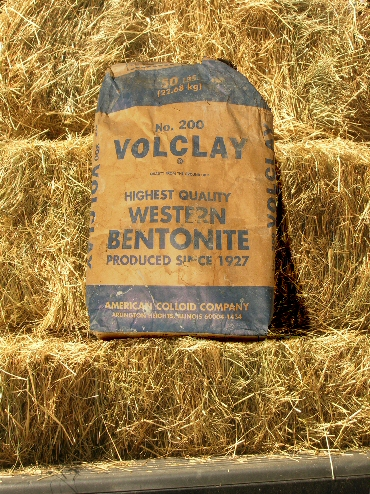
Les matériaux de base pour un combat dans la boue.

Au cours des années passées, d'innombrables combats dans la boue ont été organisés, tant publics que privés. Les concurrents n'avaient alors d'autre but que de prendre du bon temps.
Cependant, certains participants ont pu souffrir d'éruptions cutanées dans les heures ou les jours suivant l'événement. Ces conséquences malheureuses étaient pour la plupart le fait d'impuretés présentes dans la boue ou encore de l'utilisation d'une eau malpropre dans la préparation de la boue. Ainsi – bien que les concurrents soient disposés à se salir – il est important de s'assurer que la boue soit aussi propre que possible et que l'eau utilisée pour le mélange et le nettoyage soit fraîche et potable.
Pour les petits évènements, il est possible d'utiliser de la bentonite de sodium qui présente une certaine analogie avec la boue naturelle des jardins. La bentonite de sodium est un additif bien connu dans les industries alimentaires et cosmétiques. Elle est largement utilisée dans les stations thermales comme base pour les masques, les enveloppements et les bains de boue. La bentonite de sodium (contrairement aux bentonites de potassium ou de calcium) présente la particularité unique de multiplier son volume par quinze ou dix-huit lorsqu'elle est hydratée. Un volume important de boue peut alors être synthétisé à partir d'une masse relativement réduite d'argile déshydratée.
Il est important de noter que la réhydratation complète de la bentonite de sodium peut prendre environ vingt-quatre heures. L'organisateur d'un évènement de lutte dans la boue doit donc en tenir compte dans son planning.
Attention : l'utilisation de la bentonite de sodium pure peut provoquer la formation d'une mixture relativement translucide. Pour augmenter la consistance et l'opacité de la boue, on peut alors ajouter d'autres types d'argile, comme le kaolin par exemple.

## Variante
Une variante assez fréquente, d'origine américaine, utilise de la gélatine à la place de la boue naturelle. Cette pratique est appelée Jell-O wrestling aux États-Unis, lutte dans le Jell-O au Canada, Jelly wrestling en Grande-Bretagne et simplement lutte dans la gélatine en France. D'autres substances alimentaires comme la crème de maïs, la choucroute ou la purée de pommes de terre ont déjà été utilisées pour des évènements de ce type.
Une autre variante implique des participants en tenue de soirée. Le divertissement se trouve alors accru par la détérioration de vêtements coûteux.
La lutte à l'huile (yagli gures en turc), sport traditionnel masculin très populaire en Turquie, est également pratiquée de manière festive par des hommes, vêtus de caleçons noirs. La lutte se fait sur une pelouse avec des spectateurs autour. Il est originaire de l'ouest de la Turquie. L'huile utilisée était autrefois de l'huile d'olive. De nos jours, c'est de l'huile de tournesol.

## Popularité
En France, la lutte dans la boue est popularisée par le jeu télévisé Fort Boyard depuis 1990.
Dans les années 1990, le jeu télévisé espagnol Le grand jeu de l'Oie devint très populaire dans la plupart des pays hispanophones. Il comportait une épreuve de lutte dans la boue.
Le film ...All the Marbles / Deux filles au tapis traite le sujet du catch féminin. Il comporte un mythique combat de lutte dans la boue.
Le jeu vidéo de combat féminin Rumble Roses, comporte des matchs dans la boue.
Le clip musical de Cold War - Give It Up est entièrement consacré à un combat de boue dans un remake de la fin de la guerre froide
Le clip musical Infanati de ERA comporte plusieurs scènes de lutte dans la boue.
Le film Retour à la fac présente une variante du combat de boue utilisant du lubrifiant.
La variante avec du lubrifiant se retrouve aussi dans le clip Baby's on Fire de Die Antwoord.